# Goumori
Goumori ist ein Arrondissement im Departement Alibori in Benin. Es ist eine Verwaltungseinheit, die der Gerichtsbarkeit der Gemeinde Banikoara untersteht. Gemäß der Volkszählung von 2002 hatte Goumori 23.286 Einwohner, davon waren 11.533 männlich und 11.753 weiblich.